# 遺物

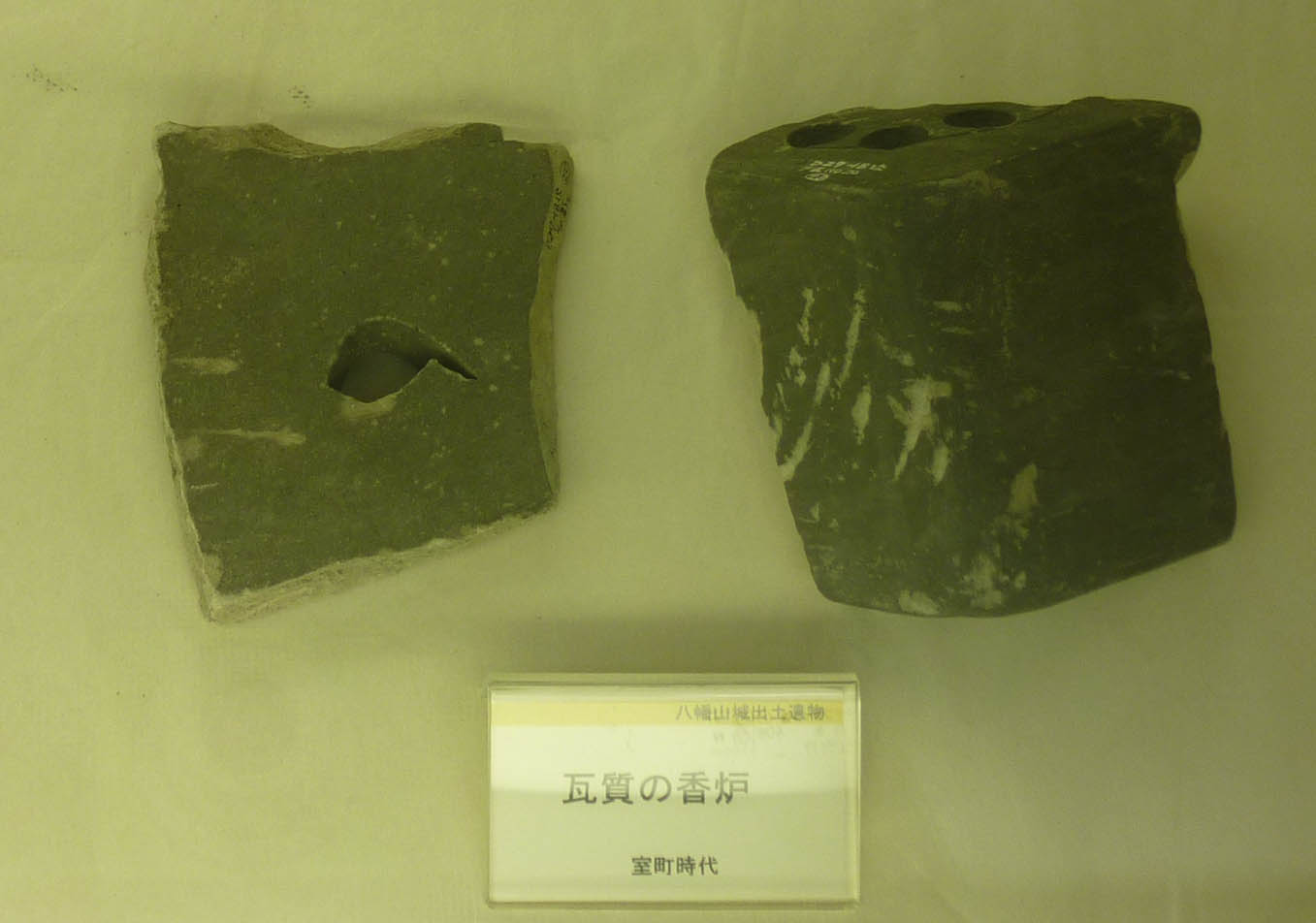
八幡山城出土香炉

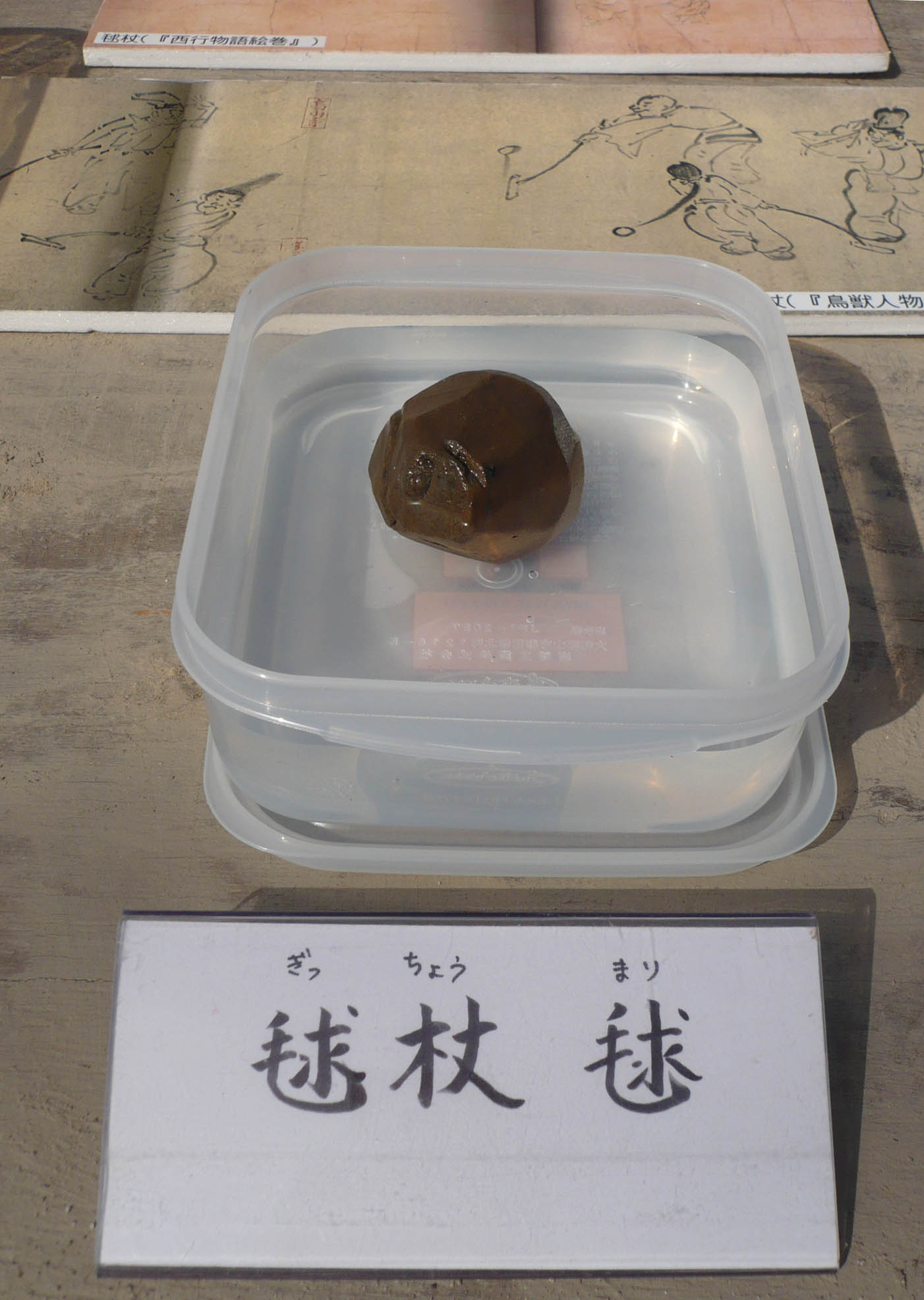
筒井城の出土毬杖毬

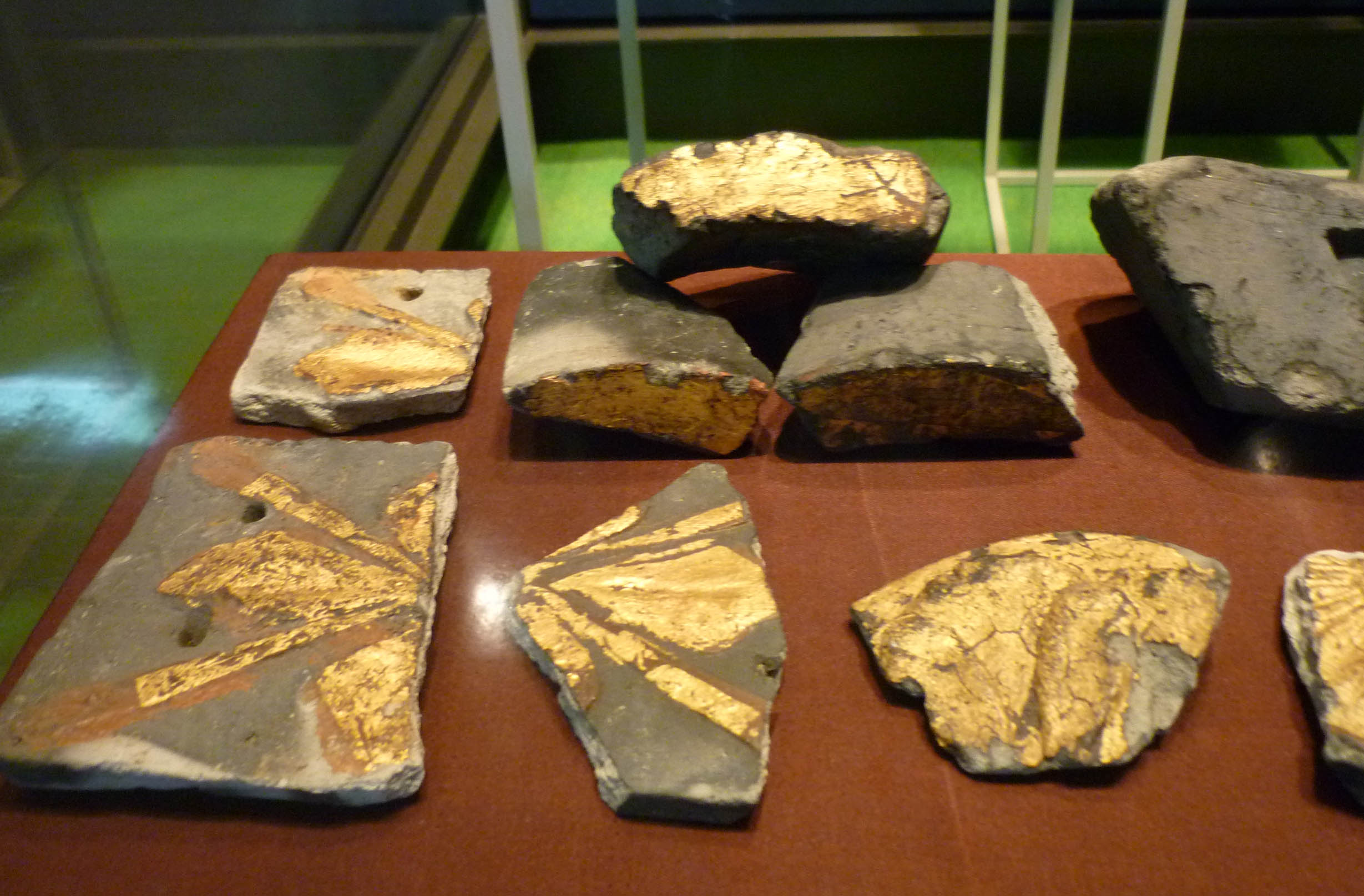
伏見城の金箔瓦

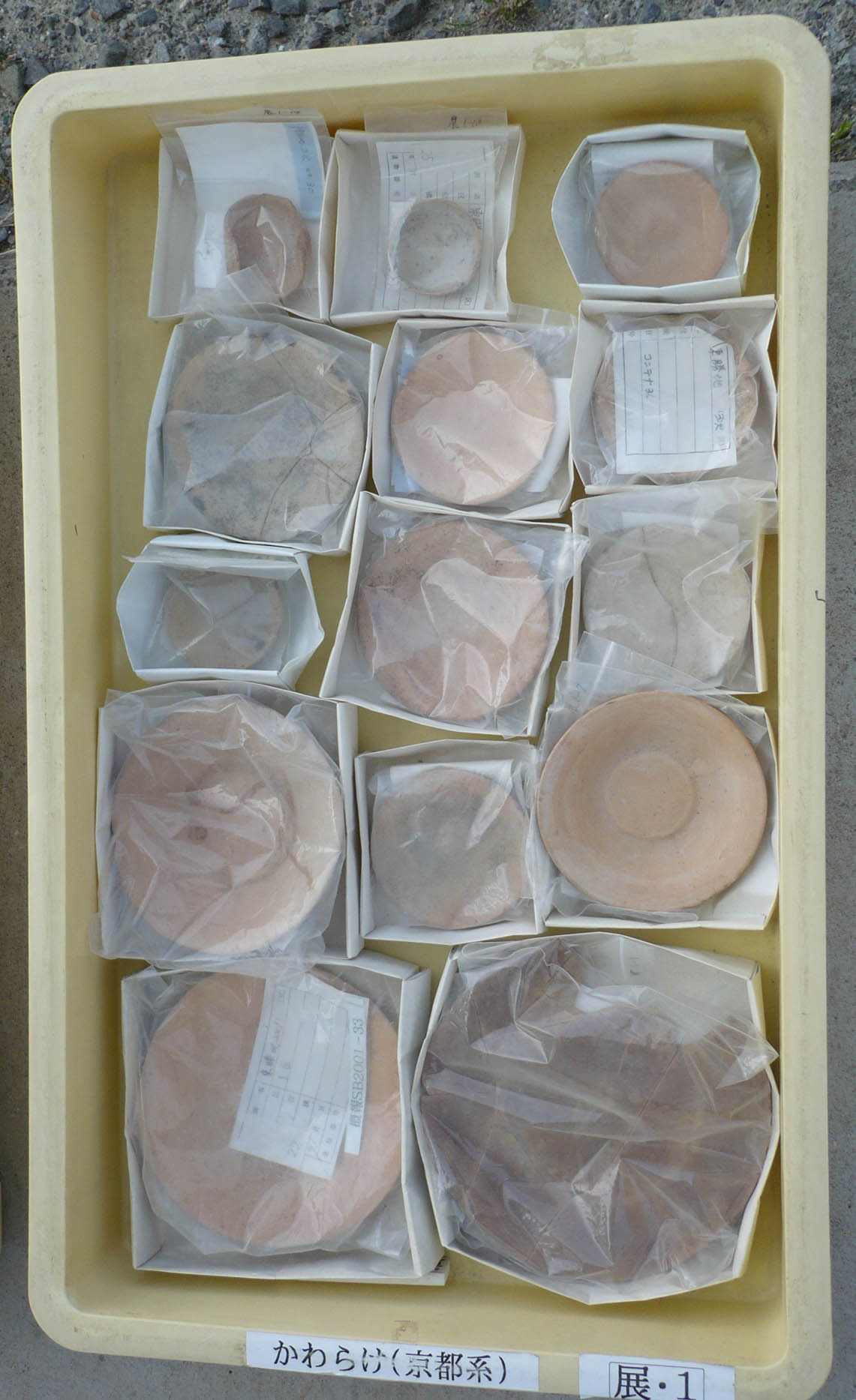
勝瑞城の出土かわらけ

遺物（いぶつ）とは、過去の人類が残した土器や石器などの動産的なもの（動かすことのできるもの）の総称である。遺物には人工遺物と自然的遺物がある。さまざまな道具や装飾品のうち、過去より伝わり、現在は使われなくなったもの。

## 概要
考古資料のうち、遺跡から出土する土器、石器、陶磁器、木器、骨角器、ガラス器、金属器、紙などを呼称する。これらは、完形品だけではなく破片や欠損品・未製品・半製品なども含んでいる。
用途は、利器（狩猟具・武器・農具を含む）、容器（食器・供献具・貯蔵具を含む）、調理具・煮炊具、衣服・履き物、装身具（威信財を含む）、祭祀具、文房具、冷暖房のための道具、貨幣など生活用具一切を含んで多岐にわたる。これら道具およびその道具を製作する過程にできる副産物（石器を製作する際の剥片や石核、鉄製品をつくる際の鉄滓・鍛冶滓など）や原料（石器の母岩や土器の素材となる粘土塊、金属を精錬する際の木炭など）、道具をつくるための道具（工具）も遺物であり、栽培ないし貯蔵、加工されたことが明らかな植物遺体がある。動物遺体（骨・貝殻など）ではその土地の古環境を示す野生動物をはじめ、狩猟や漁業・消費により廃棄されたもの、家畜・愛玩動物など飼育されたもの、あるいは埋葬や祭祀目的で副葬されたものなどがある。また、トイレ遺構から出土した排泄物などの有機物遺体も遺物に含める。
動物以外の人骨および化石人骨については遺物にふくめる場合とふくめない場合がある。前者は遺物の動産的要素を重視するのに対し、後者は遺物を人類が残した道具一般その他とみなし、人類そのものは遺物にはあたらないという見解にもとづく。全体的にみれば後者の用法が一般的であるが、前者のような用法もまれにある。
さらに、本来は不動産的なものを構成する建物の一部（たとえば建物の柱材や礎石・礎板、瓦など）も、現段階では動産的なものに変化してしまった場合、遺物に含めることが多い。
これらは、遺物一般（「使用されなくなったもの」を意味する広義の遺物）と区別するため、考古遺物と呼ばれることがある。
なお、仏像や仏具、神像や神具も出土品である場合、伝世品とは区別して遺物（考古遺物）にふくめてかまわない。

## 遺物の研究
遺物が出土した遺構の層序、遺物相互の共伴関係（同一遺構から出土したか否か）、あるいは遺物の接合関係などを分析することによって、遺物・遺構の年代、遺物それ自体の製作方法の研究、さらには遺物の型式学的な研究へと進み、さらには、出土遺物の種類・頻度・分布データなどの分析によって遺跡の年代や性格、特徴をあらわすことができる。したがって、考古学研究にとって遺物の出土地点の記録および遺物そのものの分析検討は欠かせないものである。